# Чопик Юрій Степанович

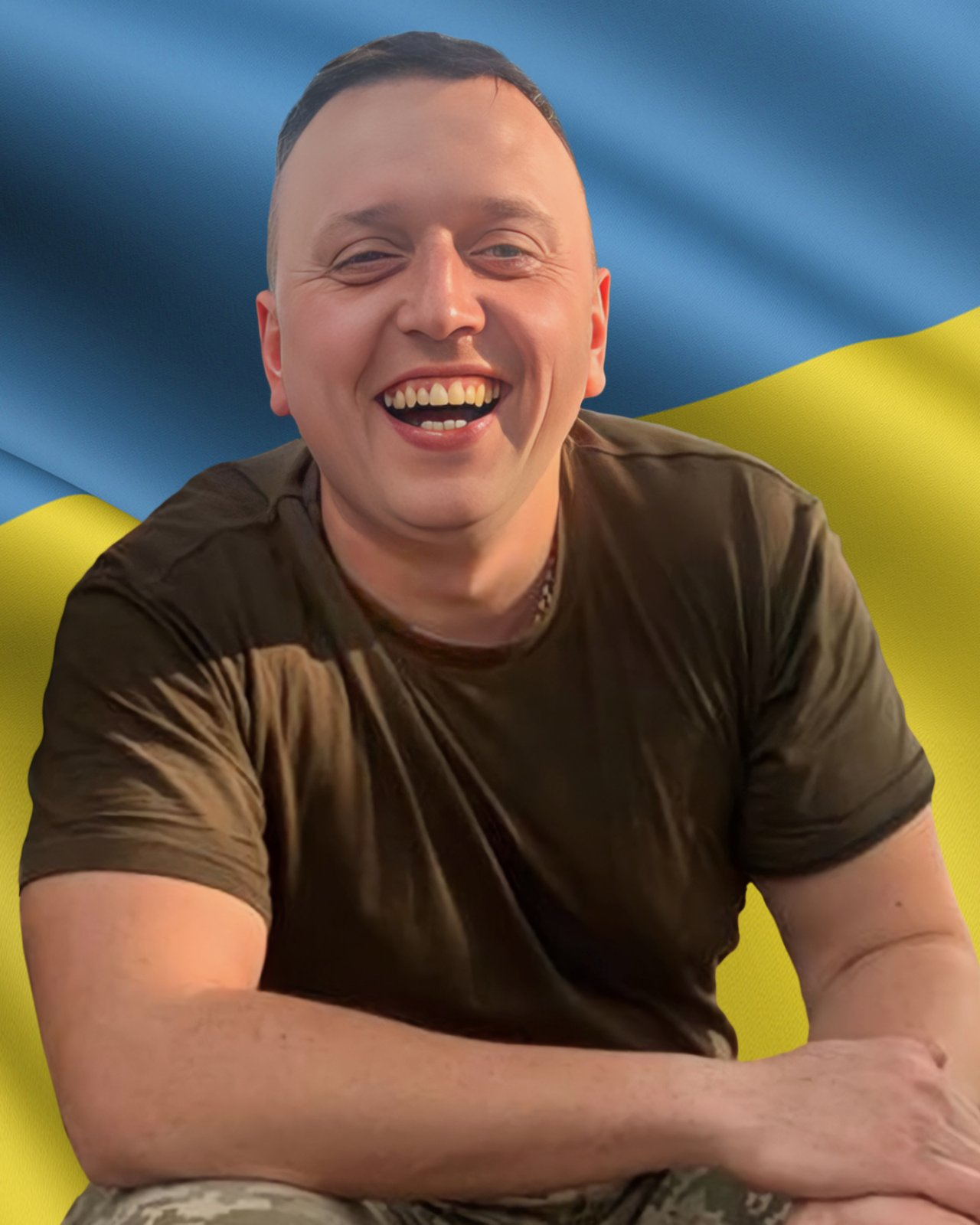

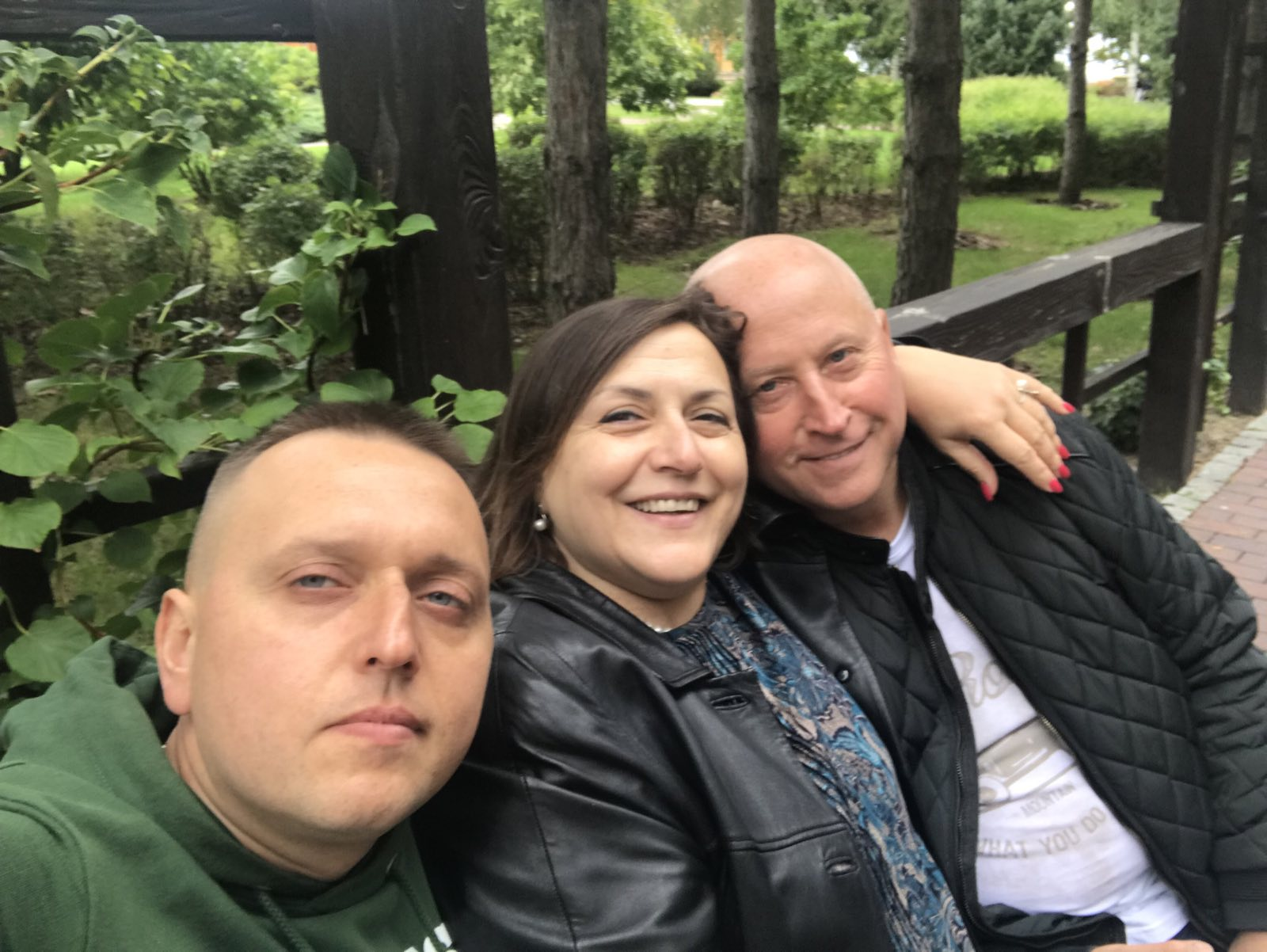
Юрій Чопик з батьками

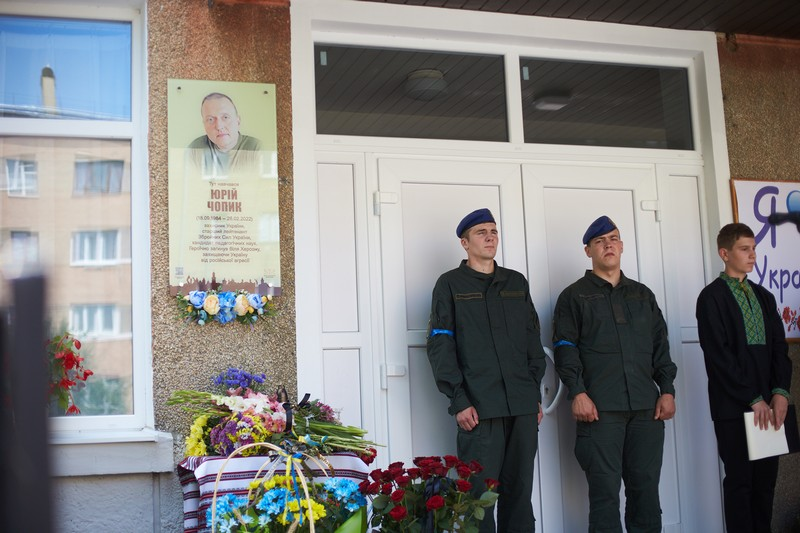
Анотаційна дошка на фасаді Ліцею № 17 Івано-Франківської міської ради

Юрій Степанович Чопик (18 вересня 1984, Івано-Франківськ — 26 лютого 2022, Херсонська область) — кандидат педагогічних наук, старший лейтенант Збройних сил України, ветеран АТО, учасник російсько-української війни, що героїчно загинув під час російського вторгнення в Україну.

## Життєпис
Юрій Чопик народився 18 вересня 1984 року м. Івано-Франківську. Батько Чопик Степан Юрійович — підприємець. Мати Чопик Галина Степанівна — держслужбовець.

### Дитячі роки
Родина Чопиків — це місце, де відбулося становлення особистості Юрія, формувалися моральні-етичні принципи, які стали провідними упродовж усього життя. Батьки прищепили єдиному синові любов до людей, повагу до праці, якої не цуралися в родині. Усе життя він прожив з вірою, з молитвою, був високодуховною особистістю. Юрій ріс допитливим, розумним хлопчиком. Багато читав. Але разом з тим завжди і в усьому намагався допомогти батькам.

### Навчання
Навчався з 1991 року по 2001 рік у середній загальноосвітній школі № 17 (тепер Ліцей № 17 Івано-Франківської міської ради). Він багато читав, відвідував різні гуртки.
У 2006 закінчив з відзнакою факультет іноземних мов Львівського національного університету, отримавши ступінь магістра за спеціальністю викладач класичних мов та античної літератури, викладач німецької мови. Володів латинською, старогрецькою, англійською та німецькою мовами. Ще будучи студентом викладав класичні мови (латинську та старогрецьку) у Львівському національному університеті імені Івана Франка.

### Сім'я
У 2010 році Юрій Чопик одружився. Разом з дружиною виховували двоє дітей: доньку Анну і сина Степана.

### Військова служба та робота
Проходив строкову службу в Державній прикордонній службі України. З 2008 року працював в Івано-Франківському національному медичному університеті. Викладач латинської мови, старший викладач, доцент кафедри мовознавства. Кандидат педагогічних наук (2017). Тема дисертації: «Зарубіжна реформаторська педагогіка в оцінках українських науковців (друга половина ХХ — початок ХХІ століття)». Співавтор двох підручників, словника та чотирьох посібників з латинської мови.
Юрій Чопик любив неформально спілкуватися зі студентами, жартувати, часто разом відвідували різні музеї, подорожували. Під час довгострокової відпустки у 2021 приходив на кафедру, навіть провів практичне заняття зі студентами. Вже знаючи, що через день-два піде на військову службу, не полишав дистанційної роботи, складав тести, укладав методичні вказівки та редагував посібник для фізтерапевтів. Всім своїм оточуючим, знайомим, колегам та студентам запам'ятався як позитивна, завжди усміхнена людина.
У 2015 році був мобілізований і служив у прикордонних військах України. Учасник бойових дій в зоні АТО/ООС на сході України. У 2020 році підписав контракт і служив у 80-тій окремій десантно-штурмовій бригаді.Служив заступником командира мінометної батареї, але продовжував займатися науковою діяльністю, публікував статті, брав участь у конференціях.

### Участь у російсько-українській війні
Старший лейтенант Юрій Степанович Чопик прийняв з побратимами на себе перші удари російських загарбників. Родичі почали шукати Юрія, коли він три дні не виходив на зв'язок. У них була надія, що він потрапив до шпиталю після важких боїв. У соцмережах постійно оновлювалася інформація про розшук. Але живим його не знайшли. Про загибель Юрія Чопика довідались 7 березня.

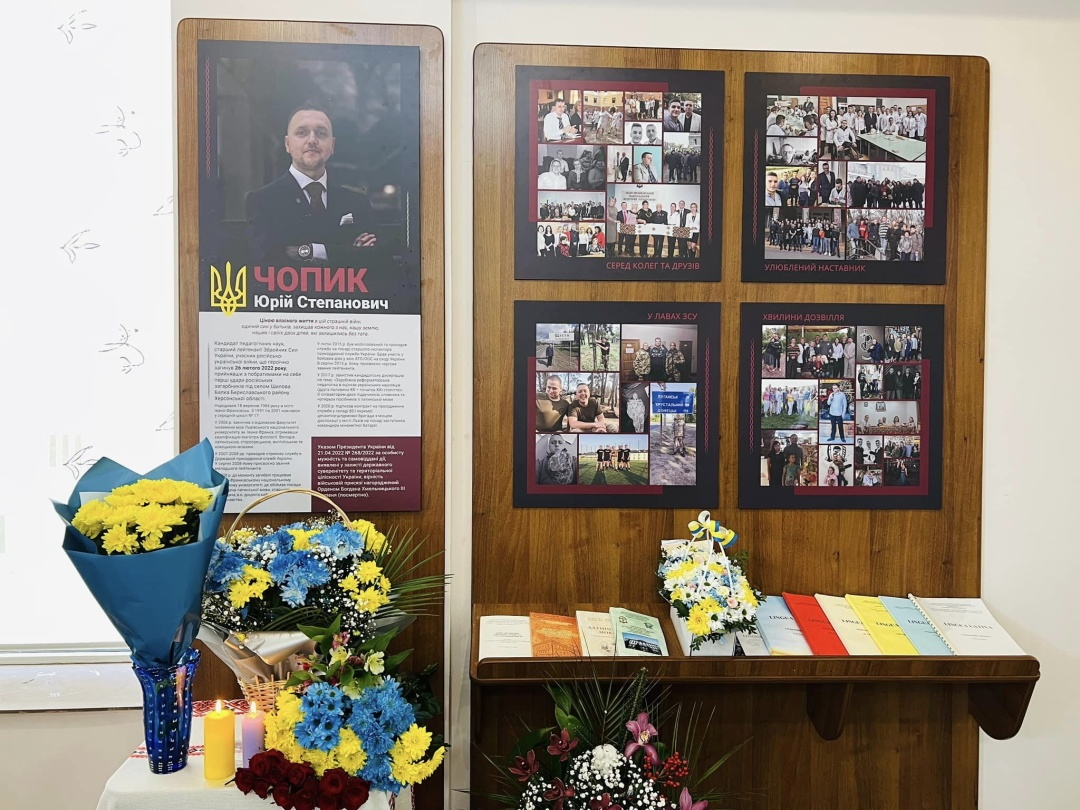
Куток пам'яті Юрія Чопика в ІФНМУ

Старший лейтенант Юрій Чопик загинув 26 лютого 2022 року в бою з окупантами в Херсонській області (за іншими даними — біля Миколаєва). Захиснику було 38 років.
Чин похорону відбувся в Будинку смутку на вулиці Ребета в місті Івано-Франківську. Попрощатися з героєм прийшли рідні, знайомі, друзі, викладачі та студенти Івано-Франківського національного медичного університету.

### Вшанування пам'яті
17 січня 2023 року в Івано-Франківському національному медичному університеті відкрили куток пам'яті на честь загиблого героя доцента кафедри мовознавства, викладача латинської мови, старшого лейтенанта медичної служби, учасника АТО Юрія Степановича Чопика.
На Алеї слави в місті Івано-Франківську встановлено анотаційну таблицю пам'яті Юрія Чопика (фото).
29 липня 2022 року в рамках програми «Івано-Франківськ — місто героїв» відкрили анотаційну дошку пам'яті викладача ІФНМУ Юрія Чопика, який загинув у боях під Херсоном.
Герой російсько-української війни Юрій Чопик навчався в Івано-Франківській школі № 17 (нині — ліцей), тож на фасаді цього закладу встановили меморіальну дошку українському захисникові. Вшанувати пам'ять героя зібралося чимало людей. Поділилися теплими спогадами про нього рідні та близькі, серед яких  військовий Віктор Чопик, стрийко Юрія. Також колишні вчителі, наукова керівниця професорка ПНУ ім. В. Стефаника Інна Стражнікова, завідувачка кафедри мовознавства ІФНМУ професорка Світлана Луцак.
Рішенням сесії Івано-Франківської міської ради 03 лютого 2023 року присвоєно звання «Почесний громадянин міста Івано-Франківська», враховуючи історичну роль, героїзм, особистий внесок в боротьбу за незалежність Української держави.
Наказом Командувача Десантно-штурмових військ № 259 від 20.08.2024 року старшому лейтенанту Чопику Юрію Степановичу, колишньому заступнику командира мінометної батареї з морально-психологічного забезпечення десантно-штурмової батальйону 80 окремої десантно-штурмової бригади присвоєно звання капітана (посмертно). 

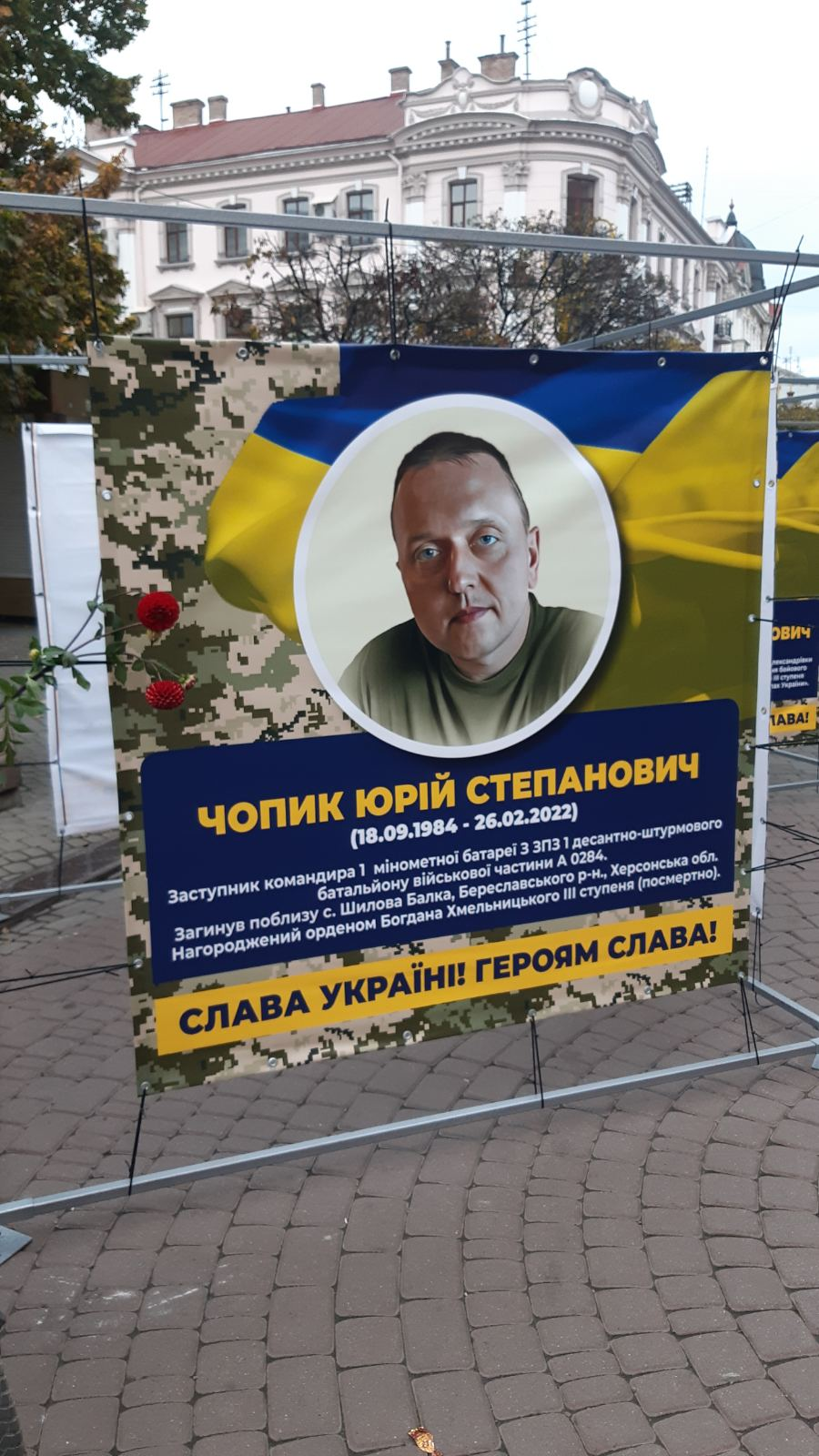
Анотаційна таблиця пам'яті Юрія Чопика

## Нагороди
- Орден Богдана Хмельницького III ступеня (2022, посмертно) — за особисту мужність і самовіддані дії, виявлені у захисті державного суверенітету та територіальної цілісності України, вірність військовій присязі.[6]